# Rock ácido
El rock ácido (acid rock en inglés) es un subgénero del rock psicodélico surgido en la década de los sesenta. El término rock ácido deviene de la popularidad que alcanzó el consumo de la droga denominada dietilamida de ácido lisérgico, más conocida como LSD o simplemente "ácido", que consumían muchos jóvenes en fiestas donde dicha droga corría libremente, mientras que una banda improvisaba música psicodélica especialmente apropiada para ese ambiente alucinógeno. Se suele usar el término acid rock sobre todo en bandas que recurren a solos e improvisaciones que pueden llegar a más de 20 minutos de duración.
Los cultores del rock ácido eran, en general, bandas fuertemente influenciadas por los efectos derivados del consumo de drogas psicotrópicas (precisamente el "ácido"), la espiritualidad oriental, el esoterismo y en algunos casos la política. 
Musicalmente, el subgénero estaba influido por música hindú, raga rock, garage rock, jazz fusión, electric blues y, por supuesto, por el movimiento psicodélico. 
Algunos de los artistas y grupos destacados de la rama del "acid rock" fueron: Jimi Hendrix, The Beatles, Eric Clapton junto al grupo Cream, Blue Cheer, Iron Butterfly, The Doors, Pink Floyd, entre otros.
El "acid rock" fue el precursor de otras ramas del rock que alcanzaron la popularidad en los setenta, como el rock gótico, el stoner rock y el doom metal.

## Grupos musicales
A continuación se ofrece una lista de los grupos musicales más representativos del género:
- HYP$Y$
- Jefferson Airplane
- Cream
- Strawberry Alarm Clock
- The Amboy Dukes
- Big Brother and the Holding Company
- Blue Cheer
- The Byrds
- Sir Lord Baltimore
- The Count Five
- The Electric Prunes
- Iron Butterfly
- The Doors
- Country Joe and the Fish
- Fraternity of Man
- Holy Modal Rounders
- Jimi Hendrix
- Incredible String Band
- Janis Joplin
- Pink Floyd
- Psychosphere
- Steppenwolf
- Pentagram
- The C.A. Quintet
- Quicksilver Messenger Service
- The Rolling Stones
- The Beatles
- Neil Young
- SRC
- Attila
- The Firebirds
- Los Dug Dug's
- Three Souls In My Mind
- Enigma!
- Grateful Dead